# Ichiei Muroi
Ichiei Muroi (室井 市衛 Muroi Ichiei?), född 22 juni 1974 i Saitama prefektur, är en japansk före detta fotbollsspelare.
Muroi började sin karriär 1993 i Kashima Antlers. Med Kashima Antlers vann han japanska ligan 1996, 1998, japanska ligacupen 1997 och japanska cupen 1997. 2000 flyttade han till Urawa Reds. 2001 blev han utlånad till Cerezo Osaka. Med Urawa Reds vann han japanska ligacupen 2003. Efter Urawa Reds spelade han för Vissel Kobe och Yokohama FC. Han avslutade karriären 2007.